# Замръзналото кралство 3
„Замръзналото кралство 3“ (на английски: Frozen III) е предстояща американска компютърна анимация от 2027 г., продуцирана от „Уолт Дисни Анимейшън Студиос“, продължение е на „Замръзналото кралство 2“ (2019) и е третият филм от поредицата. Режисьори ще са Дженифър Лий и Марк Смит по техен сценарий. Филмът е официално обявен от главния изпълнителен директор на „Дисни“ – Боб Айгър, през февруари 2023 г. Премиерата на филма се очаква да излезе на 24 ноември 2027 г.

## Актьорски състав
- Кристен Бел – Анна[12]
- Идина Мензел – Елза[13]
- Джонатан Гроф – Кристоф
- Джош Гад – Олаф[14]